# Suchý
Suchý település Csehországban, a Blanskói járásban. Suchý Buková, Žďárná, Protivanov, Velenov és Benešov településekkel határos. Lakosainak száma 468 fő (2024. január 1.).

## Népesség
A település lakosságának változását az alábbi diagram mutatja:
| Lakosok száma | 248  | 346  | 363  | 421  | 368  | 425  | 441  | 449  | 440  | 468  |
|               | 1869 | 1900 | 1921 | 1961 | 1980 | 2011 | 2016 | 2019 | 2021 | 2024 |